# ميني باورل
ميني باورل (بالإنجليزية: Minnie Pwerle)‏ (و. 1920 – 2006 م) هي رسامة أسترالية، ولدت في Utopia, Northern Territory ‏، توفيت في أليس سبرينغز، عن عمر يناهز 86 عاماً.